# Parenion bhairavi
Parenion bhairavi är en stekelart som beskrevs av Sathe och Inamdar 1991. Parenion bhairavi ingår i släktet Parenion och familjen bracksteklar. Inga underarter finns listade i Catalogue of Life.